# フランクリン (ルイジアナ州)

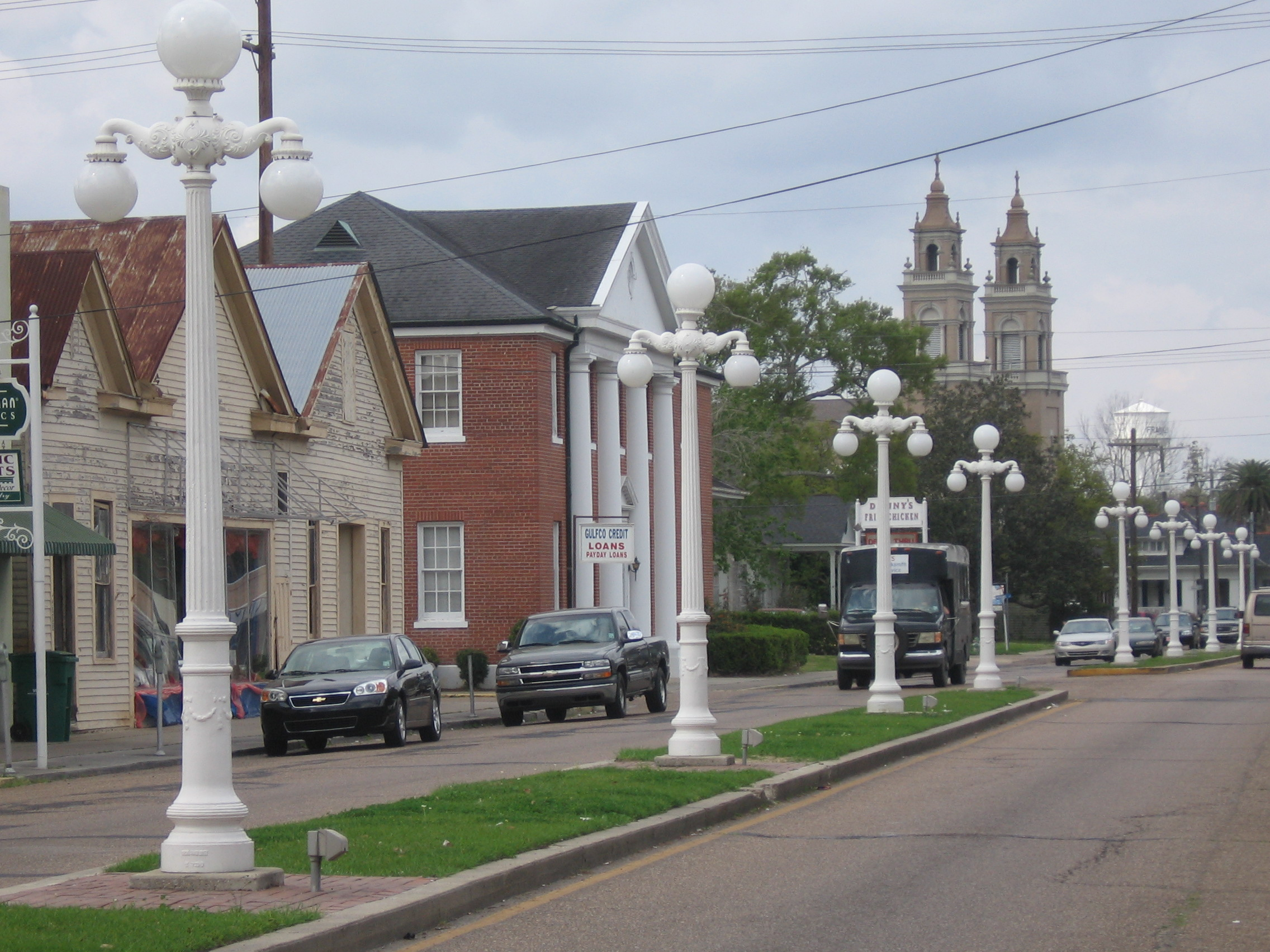
メインストリート

フランクリン（Franklin）は、アメリカ合衆国ルイジアナ州の都市。セントメアリー郡の郡庁所在地である。人口は6,728人（2020年）。

## 地理

セントメアリー郡内の位置

フランクリンは北緯29度47分30秒 西経91度30分30秒 / 北緯29.79167度 西経91.50833度(29.791759, -91.508253)に位置している。アメリカ国勢調査局によると、町の総面積は27.2 km² (10.5 mi² )で、陸地面積は26.8 km² (10.4 mi²)、 水面積は0.3 km² (0.1 mi²)で全体の1.24%である。

## 人口動勢
以下は2000年国勢調査における人口統計データである。
基礎データ
- 人口: 8,354人
- 世帯数: 3,026世帯
- 家族数: 2,181家族
- 人口密度: 311.3/km² (806.5/mi²）
- 住居数: 3,352軒
- 住居密度: 124.9/km² (323.6/mi²)

人種別人口構成
- 白人: 47.47%
- アフリカン・アメリカン: 50.00%
- ネイティブ・アメリカン: 0.63%
- アジア人: 0.31%
- その他の人種:0.30%
- 混血(2人種間以上の): 1.28%
- ヒスパニック・ラテン系: 0.79%

世帯と家族（対世帯数）
- 全世帯数: 3,026
- 18歳未満の子供がいる: 36.0%
- 結婚・同居している夫婦: 44.5%
- 未婚・離婚・死別女性が世帯主: 22.1%
- 非家族世帯: 27.9%
- 単身世帯: 25.1%
- 65歳以上の老人1人暮らし: 11.5%
- 平均構成人数
  - 世帯: 2.72人
  - 家族: 3.26人

年齢別人口構成
- 18歳未満: 30.4%
- 18-24歳: 8.0%
- 25-44歳: 26.4%
- 45-64歳: 21.8%
- 65歳以上: 13.4%
- 年齢の中央値: 35歳
- 性比（女性100人あたり男性の人口）
  - 総人口: 81.7人
  - 18歳以上: 77.6人

収入と家計
- 収入の中央値
  - 世帯: $24,844米ドル
  - 家族: $30,625米ドル
  - 性別
    - 男性: $32,188米ドル
    - 女性: $16,935
- 人口1人あたり収入: $12,943米ドル
- 貧困線以下
  - 対家族: 24.5%
  - 対人口: 27.6%
  - 18歳未満: 41.6%
  - 65歳以上: 15.6%